# جان فرینگتون (بازیکن فوتبال)
جان فرینگتون (انگلیسی: John Farrington؛ زادهٔ ۱۹ ژوئن ۱۹۴۷) بازیکن فوتبال اهل بریتانیا است.
از باشگاه‌هایی که در آن بازی کرده‌است می‌توان به باشگاه فوتبال لیمینگتون، باشگاه فوتبال کاردیف سیتی، باشگاه فوتبال ولورهمپتون واندررز، باشگاه فوتبال نورث‌همپتون تاون، و باشگاه فوتبال لستر سیتی اشاره کرد.